# 黄河大侠
《黄河大侠》，是1988年中国中國電影發行放映公司出品，由張鑫炎及張子恩聯合執導，於承惠、靳德茂等主演的武打電影。影片主要讲述马大侠在一次行侠仗义的时候，意外的被黄河的三个割据政权缠上的故事。

## 電影內容
在黄河边上，有三个政权，分别是段、柳、李王，他们相互征战，让住在黄河边上的民众鸡犬不宁。
在一次柳王和段王相互争斗的时候，段王被柳王打败，在逃难的时候，意外的被马大侠相救。
可是，马大侠没想到的是，弑杀的柳王居然因为马大侠的阻碍，从而导致段王没有被他杀死，于是他便决定屠戮马大侠的村庄，不过由于马大侠那个时候没有在家里，所以他没有死，但是他的妻子和女儿一起被杀。
而后，看到自己的家人因为自己而死，于是他消沉了下去，并且整日喝酒买醉，而就在某一天，他遇到了一个少年，这个人叫车天，虽说他们闹了一些矛盾，不过他们还是成为了朋友。
并且，段王也刚好找到了马大侠，并且他还用欺骗等方式除掉了柳王和李王这两个对手。
而在除掉李王之前，马大侠马义和李王的女儿互生好感，并且段王还设计除掉马义的时候，是李王的女儿拼死护住了他，并且车天也在保护马义离开的时候，重伤而亡。好在最后，他开的剑道馆的徒弟们赶来营救，这才导致马义安全的活了下去。
而后，获救的马义在少林寺等人的帮助下，终于除掉了段王。
除掉段王后，少林寺的方丈希望他能到世界的各个地方行侠仗义……

## 演员表
- 於承惠飾 馬義
- 靳德茂 飾 段王爺
- 淳于珊珊 飾 車天
- 萬瓊 飾 真真(李王的女儿，后为了保护马义而死。)
- 計春華 飾 柳王爺
- 趙志剛 飾 李王爺
- 熊欣欣 飾 鬥雞眼徒弟
- 於海 飾 住持
- 胡堅強 飾 少年劍客
- 孫建魁 飾 幕僚

## 備註
1. ↑  .   [2021-09-06]. （原始内容存档于2021-09-06）.

## 外部連結
- 豆瓣电影上《黄河大侠》的資料 （简体中文）
- 时光网上《黄河大侠》的資料（简体中文）
- 互联网电影数据库（IMDb）上《黄河大侠》的资料（英文）